# حماد الجديدة
حماد الجديدة إحدى قرى الجمهورية التونسية، تقع في ولاية منوبة قرب مدينة طبربة.

### مواضيع ذات علاقة
- ولاية منوبة.